# Donga (musicien)
Pour les articles homonymes, voir Donga.
Ernesto Joaquim Maria dos Santos, dit Donga (Rio de Janeiro, 1890 – Rio de Janeiro, 1974) est un musicien, compositeur et guitariste brésilien.

## Biographie

### Jeunesse
Ernesto Joaquim Maria dos Santos naît dans l'État de Rio de Janeiro le 5 avril 1890,. Fils de Pedro Joaquim Maria et d'Amélia Silvana de Araújo, Donga a huit frères et sœurs. Son père est maçon et joue de l'euphonium pendant son temps libre ; sa mère est la célèbre Tia Amélia du groupe Cidade Nova de Bahia, aime chanter des modinhas et organise d'innombrables fêtes, auxquelles prend part Ernesto,.
Sa mère a un rôle fondamental dans l'acculturation à la musique de Donga, qui dès son enfance, il démontre sa capacité à composer.
Donga participe aux cercles musicaux — notamment les fameuses rodas de samba — de la maison de la légendaire Tia Ciata, aux côtés de João da Baiana, Pixinguinha, Hilário Jovino Ferreira et d'autres. Grand admirateur de Mário Cavaquinho, il commence à jouer de cet instrument à l'oreille à l'âge de 14 ans. Peu de temps après, il apprend à jouer du violão, en étudiant avec le grand Quincas Laranjeiras (pt).

### Carrière

#### Pelo telephone
Grâce à la foisonnante activité musicale et aux événements culturels qui se déroulent chez Tia Ciata est née la chanson Pelo telephone. Alors qu'il s'agit probablement d'une création collective, Donga prend l'initiative de faire une demande d'enregistrement de la chanson à la Bibliothèque nationale du Brésil le 6 novembre 1916. Le 16 novembre, Donga certifie que le titre est joué pour la première fois le 25 octobre au Cine-Teatro Velho de Rio de Janeiro. Il est finalement enregistré à la Bibliothèque nationale le 27 novembre, devenant ce qui est considéré comme la première chanson de samba enregistrée,.
Cette initiative fait polémique, beaucoup de musiciens estimant qu'il s'est approprié une création collective, qui inclurait João da Baiana, Pixinguinha, Caninha, Hilário Jovino Ferreira et Sinhô, entre autres. Donga a répondu que les chansons étaient différentes, mais il a reconnu qu'il n'était pas l'auteur des paroles de Pelo Telephone, qui sont du journaliste Mauro de Almeida. Il a reproché à la maison d'édition, Casa Edison, d'avoir omis le nom du partenaire. « L'omission du nom de Mauro dans l'enregistrement de Casa Edison ne peut pas m'être attribuée », a-t-il déclaré.
Cette chanson devient le plus gros succès du Carnaval de Rio 1917, donnant lieu à d'innombrables reprises,.

#### Participation dans divers groupes

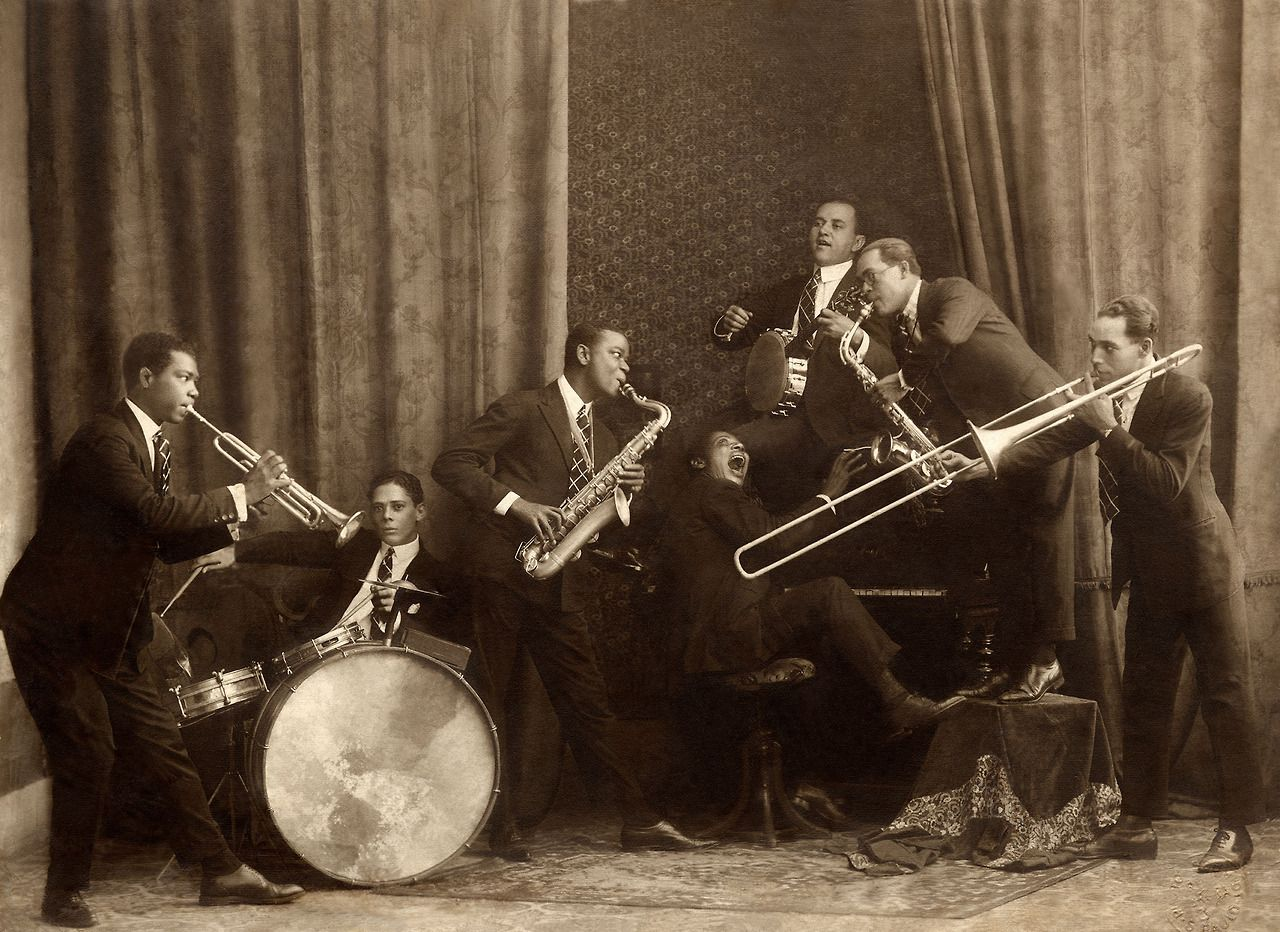
Le groupe Oito Batutas en 1923.

Entre 1913 et 1914, sous le pseudonyme de Zé Vicente, il rejoint ses amis Pixinguinha et Caninha pour former le Grupo do Caxangá, dirigé par João Pernambuco.
Donga a toujours été entouré de musiciens, formant ainsi plusieurs partenariats dans ses compositions. En 1919, aux côtés de Pixinguinha et de six autres musiciens, il rejoint, en tant que guitariste, le groupe Oito Batutas (pt), qui fait une tournée en Europe en 1922,.
En 1926, il rejoint le groupe Carlito Jazz,. Avec Pixinguinha, il cofonde notamment en 1928 l'Orquestra Típica Donga-Pixinguinha,.
En 1940, Donga enregistre neuf compositions (dont sambas, toadas, macumbas et lundus) pour l'album Native Brazil Music, organisé par deux maestros : le nord-américain Leopold Stokowski et le brésilien Villa-Lobos, et sorti aux États-Unis par Columbia,.
En 1932, Donga épouse la musicienne Zaíra de Oliveira (pt) avec qui il a une fille, Lígia,.

### Dernières années
Donga devient veuf en 1951. Il se remarie en 1953 avec Maria das Dores dos Santos et s'installe dans le quartier carioca d'Aldeia Campista (pt), où il prend sa retraite de sa carrière d'huissier de justice.
À la fin des années 1950, quelque peu oublié par le public et la critique, il cofonde avec Pixinguinha l'ensemble Velha Guarda, lors de concerts organisés par Almirante,.
Donga est l'un des premiers artistes à enregistrer une déclaration au Museu da Imagem e do Som de Rio de Janeiro (MIS/RJ), en 1969.
Malade et presque aveugle, il vit ses derniers jours au Retiro dos Artistas (pt) et meurt en 1974. Il est enterré au cimetière de São João Batista (pt).

## Discographie

| Albums | Albums                       | Albums          | Albums            |
| Année  | Titre                        | Médias          | Maison de disques |
| ------ | ---------------------------- | --------------- | ----------------- |
| 1928   | Não diga não / Carinhoso     | Disque 78 tours | Parlophone        |
| 1928   | Teus beijos                  | Disque 78 tours | Parlophone        |
| 1928   | Lamento / Amigo do povo      | Disque 78 tours | Parlophone        |
| 1929   | O meu tipo                   | Disque 78 tours | Parlophone        |
| 1938   | O corta jaca / Pelo telphone | Disque 78 tours | Odeon             |